# Los Olmos
Los Olmos – gmina w Hiszpanii, w prowincji Teruel, w Aragonii, o powierzchni 43,97 km². W 2011 roku gmina liczyła 124 mieszkańców.